# Osun-Osogbo
Osun-Osogbo è una foresta sacra che si trova sulle rive del fiume Osun, nei pressi della città nigeriana di Osogbo, nello stato di Osun. Per il suo valore culturale la foresta è stata inserita tra i patrimoni dell'umanità dell'UNESCO nel 2005.
È una delle ultime foreste sacre che confinavano con le città Yoruba prima dell'urbanizzazione. Dimora della dea della fertilità Oshun, oggi è considerato (come Bosco sacro) un'espressione di identità dal popolo Yoruba.